# Palaeopsylla opacusa
Palaeopsylla opacusa är en loppart som beskrevs av Gong et Feng 1998. Palaeopsylla opacusa ingår i släktet Palaeopsylla och familjen mullvadsloppor. Inga underarter finns listade i Catalogue of Life.